# Джустиниани, Бризио
Бризио Джустиниани (итал. Brizio Giustiniani; Генуя,1713 — Генуя, 1778) — дож Генуэзской республики.

## Биография
Родился в Генуе в 1713 году. Первую государственную должность получил в магистрате по делам маркизата Финале, в Западной Лигурии, служил на посту судьи и в магистрате укреплений.  
Был избран дожем  31 января 1775 года, 174-м в истории Генуи. Церемония коронации состоялась в соборе Святого Лаврентия через пять месяцев после официального избрания. Во время его правления Дворец Дожей был украшен витражами.
Его мандат завершился 31 января 1777 года, после чего он служил на различных государственных должностях: в магистрате войны, заместителем начальника военно-морского флота. Умер в Генуе в 1778 году бездетным в своем особняке в Альбаро и был похоронен в церкви Сан-Амброджо.